# تاد می
تاد گیفورد می (زاده ۱۳ مه ۱۹۵۵) فیلسوف، استاد دانشگاه، و نویسنده اهل ایالات متحده آمریکا است. او یک فیلسوف سیاسی است که در مورد موضوعات آنارشیسم، پساساختارگرایی و آنارشیسم پساساختارگرا می‌نویسد. اخیراً کتاب‌هایی در زمینه اگزیستانسیالیسم و فلسفه اخلاق منتشر کرده است. او در حال حاضر استاد فلسفه در کالج وارن ویلسون است.